# Gynochthodes epiphytica
Gynochthodes epiphytica är en måreväxtart som först beskrevs av Karl Rechinger, och fick sitt nu gällande namn av Albert Charles Smith och Steven P. Darwin. Gynochthodes epiphytica ingår i släktet Gynochthodes och familjen måreväxter. Inga underarter finns listade i Catalogue of Life.